# Sint Sink
Sint Sink (Sintsink) /="place of many rocks";a stony place/ pleme američkih Indijanaca koje je obitavalo između rijeka Hudson, Croton i Pocantico u američkoj državi New York. Zajedno sa seodnim plemenima Kitchawong (Kitchawank), Nochpeem, Siwanoy, Tankiteke, Wappinger (Wapping) i Weckquaesgeek, Recgawawanc (Manhattan) i Mattabesec čine plemensku konfederaciju Wappinger. 
Na rijeci Croton gdje su oni živjeli 1685. nalazi se danas grad Ossining sa zatvorom Sing-Sing, koji su svoja imena dobili po njima.
Sela: Ossingsing i Kestaubuinck.